# Río Jorquera
Río Jorquera är ett vattendrag i Chile.   Det ligger i regionen Región de Atacama, i den centrala delen av landet, 600 km norr om huvudstaden Santiago de Chile.
Trakten runt Río Jorquera är ofruktbar med lite eller ingen växtlighet. Trakten runt Río Jorquera är nära nog obefolkad, med mindre än två invånare per kvadratkilometer.